# Воронов, Виктор Васильевич (физик)
Ви́ктор Васи́льевич Во́ронов (род. 1946) — российский учёный, доктор физико-математических наук, директор Лаборатории теоретической физики имени Н. Н. Боголюбова ОИЯИ.

## Биография
Родился 12 ноября 1946 г. в Москве.
Окончил физический факультет Московского государственного университета (1965—1971) и его аспирантуру (1971—1974).
Диссертации:
- 1974 — кандидатская, «Исследование свойств высоковозбужденных состояний в рамках полумикроскопического подхода», руководитель В. Г. Соловьев;
- 1986 — докторская, «Микроскопическое описание нуклонных и радиационных силовых функций сферических ядер».

Трудовая деятельность в Лаборатории теоретической физики ОИЯИ:
- 1974—1975 младший научный сотрудник
- 1975—1978 научный сотрудник
- 1978—1986 старший научный сотрудник
- 1987—1992 ведущий научный сотрудник
- 1992—1998 начальник сектора «Структура ядра». С 1993 заместитель руководителя, с 1995 руководитель темы «Теория атомного ядра»
- 1998—2007 заместитель директора ЛТФ
- с 2007 директор ЛТФ.

В 2004−2012 читал лекции в Тверском государственном университете по основам физики ядра, основам теории колебаний, профессор.
Участник создания квазичастично-фононной модели ядра.
Ветеран атомной энергетики и промышленности (2005), почётный работник науки Монголии (2006).
Награждён медалью ордена РФ «За заслуги перед Отечеством» II степени (2006), почётной грамотой Министерства образования и науки РФ (2011).
Первая премия конкурса научных работ ОИЯИ за 1978 и 2002 гг.